# Оно забирает тебя
«Оно забирает тебя» (англ. It Takes You Away) — девятая серия одиннадцатого сезона британского научно-фантастического телесериала «Доктор Кто», премьера которой состоялась 2 декабря 2018 года на канале BBC One. Сценарий серии написал Эд Хайм, режиссёром выступил Джейми Чилдс.
В этом эпизоде Тринадцатый Доктор с её спутниками Грэмом О’Брайеном, Райаном Синклером и Ясмин Хан расследуют странный случай исчезновения человека в лесной глуши в Норвегии в 2018 году, который приводит их к встрече с целой разумной вселенной.
В эпизоде также снимались Шарон Д. Кларк, Кевин Элдон, Лиза Стокке, Элли Валлворк и Кристиан Рубек. В вечер премьеры эпизод просмотрели 6,42 млн зрителей, и он удостоился в целом положительных отзывов.

## Сюжет
ТАРДИС приземляется в лесной глуши в Норвегии в 2018 году. Внимание героев привлекает один странный заколоченный коттедж, находящийся поблизости, и они решают проверить, не нужна ли помощь тем, кто в нём живёт.
Внутри коттеджа они встречают слепую девочку-подростка Ханну, которая по неизвестной причине осталась одна и прячется от неведомого монстра, будто бы обитающего в лесу. Вскоре они узнают, что Ханна приехала в коттедж из Осло вместе со своим отцом Эриком после смерти матери девочки, Трины. Однажды, совсем недавно, отец Ханны пропал без вести. Райан предполагает, что он просто бросил ребёнка и сбежал (потому что сам в детстве претерпел подобное), на что Ханна сразу же уверенно возражает ему, что это не так: таким образом, между Райаном и девочкой почти сразу возникает разногласие. Доктор решает помочь девочке.
Исследуя дом, Грэм обнаруживает необычное зеркало, в котором не отражаются люди. Доктор узнаёт, что оно является порталом в другое измерение: вместе с Ясмин и Грэмом она заходит вовнутрь, оставив Ханну с Райаном в хижине, что провоцирует некоторое недовольство девочки. Вскоре Райан обнаруживает около дома громкоговорители, испускающие странные пугающие звуки, и понимает, что предполагаемый монстр в лесу — обманка. Когда он возвращается, Ханна неожиданно бьёт его по голове и вырубает, а сама заходит в портал, чтобы самостоятельно найти отца.
Доктор, Грэм и Ясмин тем временем идут через пространство за зеркалом, и Доктор понимает, что они находятся в Антизоне — буферном пространстве между двумя вселенными, необходимом, чтобы предотвратить возможные катастрофические столкновения миров. Благодаря хитрому инопланетянину-торговцу по имени «Клочья», путникам всё же удаётся попасть в другую вселенную. В ней они обнаруживают живого и здорового Эрика, отца Ханны, живущего с Триной, о которой известно, что она умерла. Тогда же Грэм сталкивается со своей умершей женой Грейс.
Пытаясь понять происходящее, Доктор сопоставляет полученную информацию со своими давними воспоминаниями, доставшимися ей от её пятой бабушки, и быстро понимает, что окружающая их вселенная является Солитрактом — разумным существом, которое не может сосуществовать в другой вселенной и потому постоянно ищет общения с другим миром. Таким образом, и Грэйс и Трина в этом мире являются всего лишь ложными образами, подделками, через которых Солитракт пытается построить общение с путешественниками.
Прибывает и Ханна, сразу опознавая в Трине из другого мира подделку. Образы Трины и Грэйс исчезают. Солитракт не может выдержать в себе присутствия столь многих существ из иного мира и поочерёдно выкидывает всех, одного за другим, обратно в Антизону, откуда они возвращаются к себе домой. Доктор убеждает Солитракт оставить только себя вместо Эрика, и Солитракт принимает предложение. И всё же даже присутствие Доктора несёт в себе разрушительное воздействие, она не может благополучно сосуществовать с Солитрактом, и потому и её в итоге приходится отпустить. Доктор прощается с Солитрактом и признаёт в нём нового друга.
Когда всё благополучно разрешается, Ханна с отцом решают вернуться в Осло, а Райан в разговоре с Грэмом впервые называет его «дедушкой».

## В ролях
| Актёр          | Роль               |
| -------------- | ------------------ |
| Джоди Уиттакер | Тринадцатый Доктор |
| Брэдли Уолш    | Грэм О’Брайен      |
| Тосин Коул     | Райан Синклер      |
| Мандип Гилл    | Ясмин Хан          |

## Показ

### Рейтинги
По неофициальным данным, в вечер премьеры «Оно уносит тебя» посмотрело 5,07 миллионов зрителей, что составило приблизительно 25,1 % всех зрителей Соединённого Королевства того вечера и поставило эпизод на пятое место среди всех показов того же вечера и на двадцать седьмое — среди вечерних показов недели по всем британским каналам.
По официальным данным, представленным британской организацией Broadcasters Audience Research Board (BARB), серию посмотрело 6,42 миллионов британских зрителей, в результате чего она стала двадцать вторым самым просматриваемым шоу недели. Индекс оценки аудитории составил 80.

### Оценки
На сайте-агрегаторе Rotten Tomatoes эпизод получил рейтинг одобрения 92 % и средний балл 7,51/10 на основе 26 отзывов.